# QあんどA
『QあんどA』（キューあんどエー）は、あだち充による日本の漫画作品。『ゲッサン』（小学館）にて、創刊号（2009年6月号）から2012年4月号まで連載。タイトルの（QあんどA）は主人公のイニシャルと主人公の兄のニックネームからきている。

## あらすじ
庵堂厚は、父の転勤のために6年間離れていた町へと帰ってきた。久しぶりに再会する前沢遊歩や知り合いたちが覚えているのは、6年前に事故で亡くなった、運動神経抜群で人気者だった兄・久（通称・キューちゃん）だけだった。そんな影の薄い厚が住みなれた家に引っ越してきたその夜見たものは、6年前の小学生のままの姿の久の幽霊だった。久は厚にしかその姿が見えないことをいいことにイタズラし放題。
そんな中、かつて久に何をしてもかなわなかった陣野力は、その復讐を厚へするべく自らが部長を務める陸上部へと引っ張り込もうとする。久の策略もあり、厚は陸上部に入部し活動することになる。
冬になり、ときどき厚の目には久の姿が霞んで見えるようになる。そしてある日、久が消え去っていく感覚に襲われる。その感覚から覚めた厚は、見知らぬ部屋で寝ていたこと、時がまだ引っ越してきたばかりの春先であることに気づく。

## 主な登場人物
庵堂厚（あんどう あつし）
主人公。4月から明華高校に通う高校1年生の男子。かつての知り合いも思い出すのに時間がかかるくらい存在が薄い。6年ぶりに帰ってきた町では、前沢遊歩にはストーカーに間違えられたり、兄・久への腹いせを厚にしようとする陣野力に目をつけられたりと散々な目にあう。運動能力は人並みで、いくつかのスポーツに取り組んできたが続けられたものはなし、喧嘩もからっきしだが、兄のイタズラで陸上部に入部することに。
最終話では、インターハイで1位をとることを宣言する。
庵堂久（あんどう ひさし）
厚の兄。通称　久（キュー）ちゃん。小学生の頃は、運動神経抜群で人気者だった。6年前11歳の時に事故でこの世を去ったはずが、厚にしか見えない幽霊の姿で現れる。子どもらしくスケベであり、食いしん坊である。暗くなってからしか外に出られない、遠く離れた場所には行けないなど行動に制限がある。
前沢遊歩（まえざわ ゆうほ）
厚とは小学校1,2年のときに同じクラスだったが、再会した時は厚をストーカーと間違えている。厚と同じく明華高校に通う高校1年生。久に憧れてか陸上競技を始め、高校でも陸上部に入部する。久のイタズラで厚に下着姿を見られたり入浴を覗かれたりしている。着替えを覗いたり洗濯物の下着を触ったりする兄・耕世の行動を嫌っているが、小さい時は兄にべったりだった。
厚に対しては突き放した態度を見せることが多く、厚のことをもっぱら「あんた」と呼んだりしているが、最終話でインターハイ1位を宣言した厚に笑顔で応じている。また、他の男子からモテている。
母は薬局を経営しており、家族と離れて暮らしている父は骨董品屋を営んでいる。
前沢耕世（まえざわ こうせい）
遊歩の兄。怪奇・ホラー作家を目指して穀潰しとなっていた。小さい頃は、近所の小学生を神社に集め怪談話で怖がらせていた。
久のおかげもあって小説の新人賞に入選し、プロの作家としてデビューする。
大内忍（おおうち しのぶ）
明華高校１年生。柔道部。黒帯を持っている陣野を2度も打ち負かしている。同学年男子の間では遊歩と人気を二分している。初恋の人であった厚に長らく想いを寄せていた。
陣野力（じんの りき）
明華高校3年生。かつて久に何をしても適わなかった腹いせに、その弟・厚を陸上部に引き込み練習の名を借りて仕返しを企む。子分として2年生の前橋、高崎をいつも連れている。
小笠原一郎（おがさわら いちろう）
明華高校1年生。陸上部。400mを45秒9で走る。忍とはマンションの隣人同士であり、たびたび接触を図るが長らく相手にしてもらえなかった。
陸上、恋などで厚にライバル心を持っている。
黒隅京子（くろずみ きょうこ）
明華高校1年生。通称・お京さん。霊感が強いことで有名で、久の姿が見えている。しかし久が息を止めると見えなくなる。思い込みの強い性格。
鬼島銀次郎（おにしま　ぎんじろう）
明華高校陸上部の監督。作中ではもっぱら「監督」と呼ばれる。初登場時には「田中茂雄」「橋本進」「イナズマの政」とも名乗っていた。強面であり、コーチとしては確かな腕を持つが、ふだんは女子部員の尻を追いかけてばかりである。
陣野勝五郎（じんの かつごろう）
陣野力の父で、不動産屋の社長。昔から遊歩を息子の嫁にできないものかと考えている。
芦川小百合（あしかわ さゆり）
出版社「少額館」の入社2年目の社員で、「月刊ホラーサンデー」の編集部に所属している。耕世の担当者となる。

## その他
庵堂家の墓地は所山霊園にありクロスゲームの月島家墓地を厚が眺めているシーンが登場をする。
夏休み中の陣野力が自宅テレビで陸上部の後輩2人と見ている高校野球夏季大会にはクロスゲームの樹多村光らしき投手が甲子園球場のマウンド場にいる姿が映っている。
Ｈ2で国見比呂などを誤診して無免許医師容疑で逮捕された上武医院が登場をしている。

## 単行本
1. 1巻 2009年11月12日 ISBN 978-4-09-122098-1
2. 2巻 2010年5月12日 ISBN 978-4-09-122239-8
3. 3巻 2010年10月12日 ISBN 978-4-09-122579-5
4. 4巻 2011年4月12日 ISBN 978-4-09-122829-1
5. 5巻 2011年11月11日 ISBN 978-4-09-123288-5
6. 6巻 2012年5月11日 ISBN 978-4-09-123607-4